# Arado Ar 95
Arado Ar 95 – niemiecki samolot bombowo-torpedowy, produkowany w zakładach Arado pod koniec lat 30. XX w.

## Historia
Historia samolotu Arado Ar 95 sięga 1935 r., kiedy Naczelne Dowództwo Marynarki Wojennej (Oberkommando der Marine) zleciło firmie Arado opracowanie samolotu rozpoznawczo-torpedowego. Miał on wejść na wyposażenie planowanego niemieckiego lotniskowca, miała również powstać jego wersja pływakowa. Inżynier Walter Blume rozpoczął prace nad projektem samolotu, zdecydował się na wykorzystanie sprawdzonego układu dwupłata rodem z Arado Ar 81. Był to dwumiejscowy samolot z metalowym kadłubem i składanymi do tyłu skrzydłami. Skrzydła miały metalową konstrukcję, górna część była pokryta metalem, a dolna płótnem. Pierwszy prototyp wersji oznaczony jako Arado Ar 95 V1 oblatano jesienią 1936 r., niedługo później rozpoczęto loty próbne Ar 95 V2. W V1 zastosowano silnik gwiazdowy BMW 132 Dc, w V2 silnik rzędowy Junkers Jumo 210 Ca. Prototypy V3 i V5 zostały zbudowane w wersji trzymiejscowej. V4 zbudowano jako pierwowzór wersji lądowej oznaczonej jako Ar 95B ze stałym podwoziem z kołami. Próby wykazały, że niezależnie od zastosowanego silnika osiągi samolotu są słabe, a konstrukcja przestarzała. Kriegsmarine i Luftwaffe odmówiły przyjęcia Ar 95 do służby na jednostkach nawodnych.
Wyprodukowano sześć egzemplarzy samolotów wersji Ar 95 A-0, które przekazano Legionowi Condor. Tam zostały wykorzystane w działaniach bojowych Gruppo 64, wykonywały loty rozpoznawcze oraz atakowały żeglugę republikanów. Po zakończeniu działań wojennych trzy egzemplarze Ar 95 pozostały w służbie lotnictwa Hiszpanii, gdzie używano ich do 1948 r. Ar 95 trafił w ilości 6 egzemplarzy na wyposażenie lotnictwa marynarki wojennej Chile, jeden egzemplarz po II wojnie światowej był eksploatowany w Skandynawii.